# Shaferocharis
Shaferocharis  es un género con tres especies de plantas con flores perteneciente a la familia de las rubiáceas. 
Es nativo de Cuba.

## Especies
- Shaferocharis cubensis Urb. (1912).
- Shaferocharis multiflora Borhidi & O.Muñiz (1971).
- Shaferocharis villosa Borhidi & Bisse (1981)